# سفيرن (أونتاريو)
سفيرن، أونتاريو (بالإنجليزية: Severn)‏ هي مدينة كندية تقع في مقاطعة أونتاريو. تبلغ مساحة هذه المدينة 534.7802 (كم²)، ويبلغ عدد سكانها 12030 نسمة حسب إحصاء سنة 2006 م، بينما كان يسكنها 11135 نسمة في سنة 2001 م. تحتل هذه المدينة المرتبة رقم 308 بين مدن كندا حسب عدد السكان والمرتبة رقم 118 في المقاطعة. نما عدد السكان في هذه المدينة بنسبة (8) بين العامين المذكورين.

## أعلام
- دايفيد ريغلي
- إدوارد ليمان أبوت

## وصلات خارجية
- الأطلس الحكومي لكندا
- إحصاءات كندا مع ساعة تعداد السكان